# Кипријан Устјужски
Кипријан Устјужски († 29. септембра 1276) - преподобни, легендарни ктитор манастира Архангела Михаила. У православној цркви празнује се 29. септембра (по јулијанском календару).
Подаци о Кипријану потичу из хроника Великог Устјуга 18-19 века. Према овим изворима, он је поседовао земље у Устјушкој четврти Двинске области. Живео је под великим кнезом Константином Всеволодовичем. Монашки постриг је примио у манастиру у Ростову Великом. На захтев житеља новооснованог града Устјуга, који су желели да имају манастир, изабрао је место за нови манастир и поставио му темеље оснивањем две цркве брвнаре 1212. године.
Монах Кипријан је упокојио се, према много каснијем предању, 29. септембра 1276. године. Његово тело је сахрањено у манастиру који је основао. Касније је над његовим моштима подигнута црква у част Сретења Свете Педесетнице са капелом Светог Кипријана Картагинског.